# أباديا
بلدية أباديا (بالإسبانية: Abadía)‏، هي بلدية تقع في مقاطعة قصرش والتي تقع في منطقة إكستريمادورا، غرب إسبانيا.
يبلغ عدد سكانها 297 نسمة وفقاً لإحصائية سنة (2002).